# 楚崧秋
| 籍貫 | 湖南湘潭                              |
| 誕生 | 1920年8月11日 · 中華民國湖南省湘潭縣  |
| 逝世 | 2017年3月2日（96歲） · 中華民國臺北市 |
| 國籍 | 中華民國                              |
| 政黨 | 中國國民黨                            |
| 夫人 | 陳少熙                                |
| 親屬 | 父楚廉山、母魏文芳 弟楚均安           |

楚崧秋（1920年8月11日—2017年3月2日），生於湖南湘潭，国立中央大学政治學系學士，中央幹部學校研究員，革命實踐研究院黨政軍聯合作戰研究班、國防研究院畢業，美國國會研究院研究員，美國約翰斯·霍普金斯大學訪問研究員，韓國檀國大學榮譽哲學博士、Universidad San Martin de Porres（秘魯國立聖馬丁大學）榮譽法學博士。
曾執教國立政治大學、國立臺灣師範大學、國立中興大學、中國文化大學等校。歴任两蔣秘書（先後擔任過蔣經國和蔣中正的秘書人士）、中華日報社長、中央日報董事長、中國電視公司董事長、中國新聞學會理事長、海峽交流基金會監事。父親楚廉山為書法家。母親魏文芳。胞弟楚均安。

## 生平

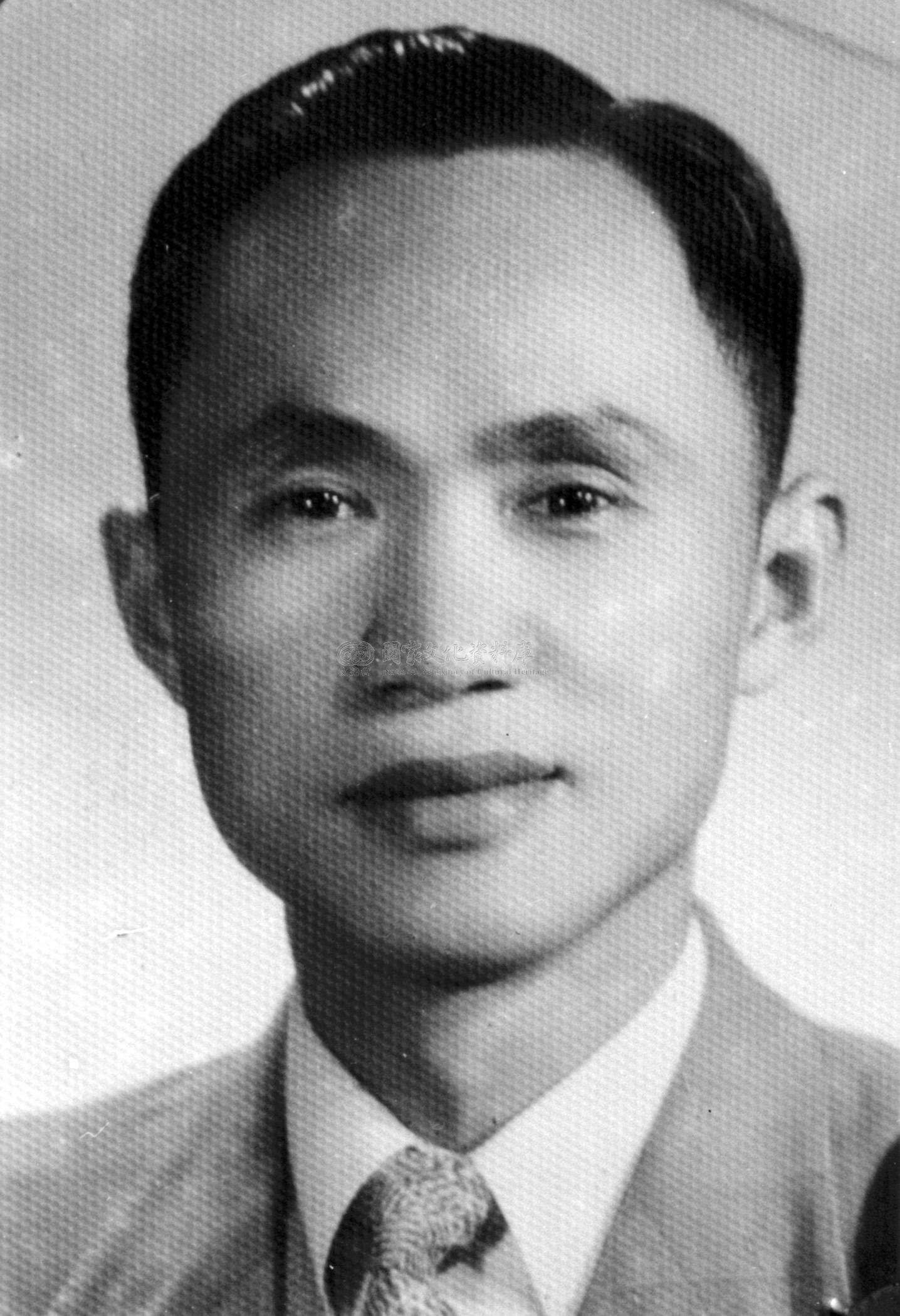
楚崧秋

青少年時期，因家庭遷徙或中日戰爭而輾轉求學於杭州、南京、長沙，始完成高中學業。1937年，国立中央大学西遷重慶。1938年秋，日軍進逼長沙，楚崧秋隻身入川，考上重慶中央大學政治學系。1941年，顧孟餘接任重慶中央大學校長，學校動蕩，楚崧秋時任學生自治會會長。1943年，蔣中正接任重慶中央大學校長；同年，楚崧秋取得重慶中央大學政治學系學士學位，進入中央大學（後在大陸更名南京大学，又在台復校）政治研究院。1945年，楚崧秋取得文學碩士學位。

## 經歷
1946年，回應十萬青年十萬軍，楚崧秋報考南京青年團中央幹部學校（當年和中央政治學校合倂定名國立政治大學）研究部第1期，26嵗時，擔任中央幹部學校教育長、青年遠征軍編練總監部政治部中將主任蔣經國秘書。畢業後，在政治大學留校任教4年。
1949年，母親力勸帶著妻室女兒離開湘潭，從此遠赴臺灣，落脚屏東擔任教職。與多位中央大學校友協助中大在苗栗復校，這便是苗栗中央研究院地球物理研究所的起源。
韓朝戰爭期間，楚崧秋在日本東京帝國大厦聯合國軍總部辦公室擔任翻譯。1951年，擔任聯合國軍總部新聞專員，並任廣播工作。
1952年，楚崧秋擔任台灣省立行政專科學校（今國立台北大學）副教授。
1954年6月，奉調陽明山革命實踐研究院（後國家發展研究院）黨政軍聯合作戰研究班第三期，參加3個月短期教育講習。經蔣中正召見，擢拔為中華民國總統府侍從中文簡任一級秘書、繼秦孝儀任總統蔣中正新聞言論秘書。
1958年9月被派任主管中國國民黨宣傳、文化、新聞工作的中國國民黨中央委員會第四組（後中國國民黨中央委員會文化傳播委員會）副主任，之後擔任國民大會新聞秘書、國家安全會議國家計畫委員。並兼任國立臺灣師範大學、國立中興大學、中國文化大學等校副教授、教授、系主任和研究所長。
1962年重回美國國會觀習，接受美國國會研究員奬勛，任美國國會研究員，接受美國奬學金在美國約翰霍普金斯大學研究所從事一年研究。以後還獲西德政府邀訪獎勳、亞洲基金會獎勳。
1963年起，任中國國民黨第9至13屆中央委員。1964年擔任《中華日報》社長兼總主筆長達八年，兼任《成功晚報》發行人；這是主持報業工作的開始。1967年越戰正酣，楚崧秋随同新聞界前往越南實地觀察。1972年，被擢昇《中央日報》發行人兼社長。
1977年9月，擔任中華文化復興運動總會副秘書長。1978年底，擔任中國國民黨中央文化工作會主任、國家文化藝術基金會主任。
1980年繼李煥擔任中國電視公司董事長。
1984年任中馬文化經濟協會理事長、中星文化經濟協會理事長、國立政治大學教授。1985年當選中國新聞學會會長。
1987年8月，再次受命回到《中央日報》任董事長。
1990年6月，應邀擔任國是會議代表。在《中央日報》四年後自請退休，被聘爲中華民國總統府國策顧問。
楚崧秋也曾擔任中國國民黨第14至15屆中央評議委員，海峽交流基金會董事，財團法人海峽交流基金會監事，中華民國專欄作家協會理事長，及由陳立夫囑託任「道藩文藝中心」副董事長。
楚崧秋應中央研究院近代史研究所邀約作口述歴史的訪談録，文中叙述影響中國甚鉅的蔣家兩代領導人時，著墨甚多。楚崧秋懇切説明：
（一）我絲毫不存有攀附蔣家的意思，但我也决不因他們仿佛繁華落盡，今年遭受種種有意的貶抑與羞辱而充耳不聞。
（二）我雖因兩位蔣先生的識拔，而多少有爲國民黨、爲政府與國人服務的機會，但我自始至終是中華民國的子民，而決不是、更不做他們的家臣。
（三）在我追随他們工作四十四年期间，確乎經歴過不少時代的巨變，我雖不是什麽核心分子，但大致有機會與管道求充分理解與軆悟。
楚崧秋説，經由近距離的貼身觀察，蔣中正並非獨裁者，蔣中正是真心「爲國爲民」；蔣宋美齢女士亦非想像中的洋派女子。他們都是中國文化的後代，中華民族的一份子。
1992年5月大陸記者訪問團抵達臺灣。楚崧秋以中國新聞學會理事長的身份，在臺北圓山飯店舉行兩岸報業餐會。9月，楚崧秋和中國記協台港澳辦公室主任柏亢賓提出了加強兩岸新聞界高層人士交流的動議。
楚崧秋移居美國舊金山，妻陳少熙；子楚傳仁，畢業於國立中央大學；長女楚傳菁，長女婿鄧之嘉為鄧傳楷么子，淡江大學畢業，僑居美國；次女楚傳萃，次女婿錢國平在港澳創業。
2017年3月2日過世，享壽98歲。

## 附録

### 著作
| - 《美國政黨政治之研究》 - 《輿論與政府》 - 《報與辦報》 - 《新聞實務論》 - 《如何搶救亞洲危機》 - 《一個電視新生的告白》，中國電視公司1984年7月1日出版 |

### 口述
| - 楚崧秋先生訪問記録：覧盡滄桑八十年 （页面存档备份，存于） 2001.4.2. - 蔣中正的文武侍從——楚崧秋的訪問紀録（之九） （页面存档备份，存于）2012.8.8 - 蔣中正的文武侍從——楚崧秋的訪問紀録（之十） （页面存档备份，存于）2012.8.9 | - 蔣中正的文武侍從——楚崧秋的訪問紀録（之十一） （页面存档备份，存于）2012.8.10 - 蔣中正的文武侍從——楚崧秋的訪問紀録（之十二） （页面存档备份，存于）2012.8.11 - 蔣中正的文武侍從——楚崧秋的訪問紀録（之十三） （页面存档备份，存于）2012.8.12 - 蔣中正的文武侍從——楚崧秋的訪問紀録（之十四） （页面存档备份，存于）2012.8.13 |

### 譯作
| - The Rebuilding of Italy: Politics and Economics, 1945-1955 Muriel Grindrod (《義大利的重建》 1945-1955 英國 妙麗葉兒·格林諾德撰) |

## 來源
1. ↑  廣播電視年鑑編纂委員會，《中華民國廣播電視年鑑：中華民國六十八年至七十八年》，中華民國廣播電視事業協會發行，《廣播與電視》雜誌社1990年5月20日出版，第79頁
2. ↑  廣播電視年鑑編纂委員會，《中華民國廣播電視年鑑：中華民國六十八年至七十八年》，中華民國廣播電視事業協會發行，《廣播與電視》雜誌社1990年5月20日出版，第80頁
3. 1 2  《楚崧秋先生訪問記録：覧盡滄桑八十年 （页面存档备份，存于）》楚崧秋口述 2001.4.2；吕芳上，黄克武訪問；王景玲紀録。「海外中文圖書」《中央研究院近代史研究所口述歴史叢書》，2001.12中研院近史所初版 - 357頁；ISBN 957671835X，ISBN 9789576718359。《湖南文選》39卷1期 页54-66，2011.1.版
4. ↑  楚崧秋校友：見證中大百年校史[永久]，陳如枝 文，《中央大學電子報》第121期（2010年12月27日）
5. ↑  .   [2017-03-08]. （原始内容存档于2017-03-07）.
6. ↑  《蔣中正的文武侍從——汪希苓和楚崧秋的訪問紀録（之九）》 （页面存档备份，存于）楚崧秋 口述 2012.8.8發佈者want-daily旺e報 > 兩岸論壇 > 兩岸史話、《蔣中正總統侍從人員訪問記錄》中央研究院近代史研究所出版
7. ↑  《蔣中正的文武侍從——汪希苓和楚崧秋的訪問紀録（之十）》 （页面存档备份，存于）楚崧秋 口述 2012.8.9發佈者want-daily旺e報 > 兩岸論壇 > 兩岸史話、《蔣中正總統侍從人員訪問記錄》中央研究院近代史研究所出版
8. ↑  《蔣中正的文武侍從——汪希苓和楚崧秋的訪問紀録（之十一）》 （页面存档备份，存于）楚崧秋 口述 2012.8.10發佈者want-daily旺e報 > 兩岸論壇 > 兩岸史話、《蔣中正總統侍從人員訪問記錄》中央研究院近代史研究所出版
9. ↑  《蔣中正的文武侍從——汪希苓和楚崧秋的訪問紀録（之十二）》 （页面存档备份，存于）楚崧秋 口述 2012.8.11發佈者want-daily旺e報 > 兩岸論壇 > 兩岸史話、《蔣中正總統侍從人員訪問記錄》中央研究院近代史研究所出版
10. ↑  《蔣中正的文武侍從——汪希苓和楚崧秋的訪問紀録（之十二）》 （页面存档备份，存于）楚崧秋 口述 2012.8.27 > 專屬於我們的新聞中心 > 網路城邦
11. ↑  《蔣中正的文武侍從——汪希苓和楚崧秋的訪問紀録（之十三）》 （页面存档备份，存于）楚崧秋 口述 2012.8.12發佈者want-daily旺e報 > 兩岸論壇 > 兩岸史話、《蔣中正總統侍從人員訪問記錄》中央研究院近代史研究所出版
12. ↑  《蔣中正的文武侍從——汪希苓和楚崧秋的訪問紀録（之十四）》 （页面存档备份，存于）楚崧秋 口述 2012.8.13發佈者want-daily旺e報 > 兩岸論壇 > 兩岸史話、《蔣中正總統侍從人員訪問記錄》中央研究院近代史研究所出版
13. ↑  The Rebuilding of Italy: Politics and Economics, 1945-1955 Muriel Grindrod《義大利的重建》1945-1955 英國 妙麗葉兒·格林諾德撰，楚崧秋 譯 中華民國教育部世界名著譯述委員會 主編，臺北 1957.出版 中華文化出版事業委員會– 216頁，來源：加州大學，已數位化：2008.2.20